# ReTo
ReTo, właśc. Igor Bugajczyk (ur. 23 kwietnia 1995 w Piastowie) – polski raper i autor tekstów. Muzyk związany jest z wytwórnią spacerange (dawniej New Bad Label). W 2020 zaczął samodzielną działalność pod marką Dzikakorea. Współpracował ponadto m.in. z takimi wykonawcami jak raperzy Quebonafide, Borixon, Guzior, Smolasty, Żabson, Avi, Zetha i Qry. Członek zespołu Chillwagon.
10 listopada 2017 roku premierę miał jego pierwszy legalny album K R U K. Płyta dotarła do 5. miejsca Polskiej listy sprzedaży – OLiS. 29 czerwca 2018 roku premierę miała jego druga, legalna, płyta – BOA, która miesiąc po premierze pokryła się złotem, a w kwietniu 2019 r. platyną oraz dotarła do 1. miejsca polskiej listy przebojów OLiS.

## Życiorys

### 2011–2016: Początki kariery
Urodzony w 1995 roku, w podwarszawskim Piastowie. Raper spędził dzieciństwo bez ojca, w młodości sięgając często po różnego rodzaju używki. W wieku 16 lat zaczął tworzyć swoje pierwsze nagrania, wydając przy tym mixtape To Ten Inny. W 2014 roku dołączył do podziemnego labelu OV Rec., gdzie w tym samym roku wydał kolejny mixtape MOONLIGHT. 20 marca 2015 roku wydał utwór „Minotaur”, który w pewnym stopniu zwiększył jego popularność. W 2016 roku dołączył do wytwórni NewBadLabel, gdzie 27 lutego wydał utwór „Bossman”, dzięki któremu odnotował znaczny wzrost popularności. 12 lipca 2016 roku, premierę miał mixtape DAMN. 13 grudnia 2016 roku artysta wydał minialbum GOOD7UCK. Na początku 2017 roku raper wziął udział w akcji serwisu muzycznego Popkillera „Młode wilki 2017”, gdzie zaprezentował się utworem „Niepodniesione_słuchawki”.

### 2017–2020:K R U K,BOAoraz420024
W maju 2017 roku pojawił się pierwszy singiel „Tonight”, tym samym raper zapowiedział wydanie debiutanckiego albumu. 25 czerwca ukazał się kolejny singiel „_EDIT”. Kolejne single, wychodziły w tym samym roku, takie jak „zZz”, „Czemu nie?” z gościnnym udziałem Smolastego, „Schizy”, „Domek z kart” oraz „Klamka zapadła” wraz z raperem z tej samej wytwórni Borixonem. Album miał premierę 10 listopada 2017 roku. Płyta dotarła do 5. miejsca Polskiej listy przebojów – OLiS. Płytę promowała trasa po Polsce #EDITTOUR. 10 kwietnia 2018 roku raper wydał singiel „rrcum”, zapowiadając wydanie nowej płyty. 8 maja 2018 roku ukazał się kolejny singiel „UA”. Teledysk do września 2023 uzyskał na platformie YouTube ponad 102 miliony wyświetleń. 31 maja 2018 roku ukazał się trzeci singiel „Knebel” z gościnnym udziałem Jano PW. 14 czerwca 2018 roku ukazał się czwarty singiel „RS7”. 11 lipca 2018 roku ukazał się piąty singiel „Sorry Dolores” wraz z Quebonafide. Album miał premierę 29 czerwca 2018 roku i dotarł do 1. miejsca Polskiej listy przebojów – OLiS. 3 marca 2020 ukazał się pierwszy singiel „Co Cię Trapi?", promujący wspólną płytę z Borixonem.12 marca 2020 roku pojawił się koleny singiel „Milion w godzinę". Premiera płyty odbyła się 20 kwietnia 2020 roku. Nagrał także Hot16Challenge 10 maja 2020 roku.

### 2020/2021:W samo południe
W 2020 ReTo 9 lipca wypuścił zapowiedź nowego projektu, utwór "Billy Kid", który wyprodukował Kubi Producent. Wydał też utwór "Stary dobry ja" z raperem o pseudonimie Qry (Patryk Lubaś). Jak jednak zapowiedział w social mediach, jest to jedynie "luźny numer" i nie ukaże się on na nowym albumie artysty. 7 kwietnia 2021 roku na youtube i 8 kwietnia na streamingach odbyła się premiera drugiego singla zapowiadającego płytę. Singiel nosi nazwę "Paw".
18 lutego 2021 roku ReTo otrzymał diamentową płytę za wydany rok wcześniej "Billy Kid", przy okazji inicjując akcję charytatywną, która ma wspomóc fundację ratującą konie i zwierzęta domowe. Miesiąc później zapowiedział, że na jego nowym albumie gościnnie udzieli się Frosti.
ReTo też na swoim Instagramie poinformował o tym, że będą 3 single zapowiadające jego, najnowszy album (z czego dwa to "Billy Kid" i "Paw"). Jeden singiel ma być z gościem. Ostatecznie płytę zawierającą 11 solowych utworów i 4 piosenki z gościnnymi udziałami innych artystów (Avi w utworze "BMW", ZetHa i Olszakumpel w "Garou", Frosti, Żaku i Czerwin w "Sercu" oraz Saful i Joda w "Smartwatchu") dostępnymi jedynie w wersji deluxe promowało 5 singlii: "Billy Kid", "Paw", "Bourbon", "Kingda Ka" i "Jeździec". Płyta ukazała się 1 października 2021 roku i zadebiutowała na 3 miejscu listy OLIS.

### 2022:Bon Appetit
24 marca 2022 roku ReTo wraz z ZetHa opublikowali utwór „Bon appetit” na kanale spacerange do niezapowiedzianego albumu z taką samą nazwą. Tracklista zawiera 9 utworów z czego utwór „Loca” z gościnnym udziałem Kronkel Dom jest najpopularniejszym kawałkiem z całej płyty.

### Kontrowersje
Raper przez pewien czas dorabiał w sklepie odzieżowym Big Star.
Gdy informacja ta wyciekła do Internetu, słuchacze wyśmiali rapera, zarzucając mu, że w teledyskach kreuje się na bogacza, a w rzeczywistości pracuje przy kasie. Raper odpowiedział na zarzuty w utworze pt. „Big Star”. W lipcu 2016 roku, za sprawą youtubera Gargamela, wybuchła afera związana z kradzieżą bitu przez muzyka. W utworze „Piotruś Pan” z mixtapu DAMN został wykorzystany podkład bez zgody jego autora. Szum w tej sprawie został spotęgowany przez to, że wytwórnia NewBadLabel początkowo nie wspomniała, że krążek DAMN. nie jest legalnym albumem, a mixtape’em. By obejść drogę prawną, raper dodał informację na stronie sklepu NBL, że kupujący płaci za naklejkę, a płytę otrzymuje się gratis.

## Dyskografia

### Albumy studyjne
| Rok                                                     | Album                                                                                                  | Pozycja na liście | Sprzedaż        | Certyfikat                 |
| Rok                                                     | Album                                                                                                  | POL               | Sprzedaż        | Certyfikat                 |
| ------------------------------------------------------- | --- | ----------------- | --------------- | -------------------------- |
| 2017                                                    | K R U K - Data: 10 listopada 2017 - Wydawca: New Bad Label - Format: CD, digital download              | 5                 | - POL: 15 000+  | - ZPAV: złota płyta        |
| 2018                                                    | BOA - Data: 29 czerwca 2018 - Wydawca: New Bad Label - Format: CD, digital download                    | 1                 | - POL: 60 000+  | - ZPAV: 2× platynowa płyta |
| 2020                                                    | 420024 (oraz Borixon) - Data: 20 kwietnia 2020 - Wydawca: chillwagon.co - Format: CD, digital download | 2                 |                 |                            |
| 2021                                                    | W samo południe - Data: 1 października 2021 - Wydawca: chillwagon.co - Format: CD, digital download    | 3                 | - POL: 150 000+ | - ZPAV: diamentowa płyta   |
| 2022                                                    | Bon Appetit (oraz ZetHa) - Data: 25 marca 2022 - Wydawca: Spacerange - Format: CD, digital download    | –                 |                 |                            |
| 2023                                                    | STYXXX - Data: 24 lutego 2023 - Wydawca: Spacerange - Format: CD, digital                              | 1                 | - POL: 90 000+  | - ZPAV: 3× platynowa płyta |
| 2025                                                    | IGOR - Data: 21 marca 2025 - Wydawca: Spacerange - Format: CD, digital download                        | 2                 | - POL: 15 000+  | - ZPAV: złota płyta        |
| „–” oznacza, że album nie był notowany na danej liście. | |                   |                 |                            |

### Minialbumy
| Rok  | Album                                                                                    |
| ---- | ---------------------------------------------------------------------------------------- |
| 2016 | Good7uck - Data: 13 grudnia 2016 - Wydawca: New Bad Label - Format: CD, digital download |

### Mixtape’y
| Rok  | Album |
| ---- | --- |
| 2011 | To ten inny - Data: 2011 - Wydawca: Sekunda Studio - Format: CD, digital download                        |
| 2014 | MOONLIGHT - Data: 27 lipca 2014 - Wydawca: nielegal, Other Vision Records - Format: CD, digital download |
| 2016 | DAMN. - Data: 12 lipca 2016 - Wydawca: nielegal, New Bad Label - Format: CD, digital download            |

### Single i certyfikowane utwory
| Rok | Tytuł                                                                | Najwyższe pozycje na listach | Najwyższe pozycje na listach | Certyfikat                  | Album                           |
| Rok | Tytuł                                                                | POL (airplay)                | POL (airplay nowości)        | Certyfikat                  | Album                           |
| --- | -------------------------------------------------------------------- | ---------------------------- | ---------------------------- | --------------------------- | ------------------------------- |
| 2016 | „Bossman”                                                            | –                            | –                            | - ZPAV: 2× platynowa płyta  | DAMN.                           |
| 2016 | „Gigi”                                                               | –                            | –                            | - ZPAV: złota płyta         | Good7uck                        |
| 2016 | „Papierosy_rmx”                                                      | –                            | –                            | - ZPAV: 3× platynowa płyta  | K R U K                         |
| 2016 | „_Edit”                                                              | –                            | –                            |                             | K R U K                         |
| 2016 | „Tonight” (gościnnie: Zui)                                           | –                            | –                            |                             | K R U K                         |
| 2016 | „zZz”                                                                | –                            | –                            |                             | K R U K                         |
| 2017 | „Czemu nie?” (gościnnie: Smolasty)                                   | –                            | –                            | - ZPAV: złota płyta         | K R U K                         |
| 2017 | „Lot (The Beginning)”                                                | –                            | –                            | - ZPAV: platynowa płyta     | K R U K                         |
| 2018 | „rrcum”                                                              | –                            | –                            |                             | BOA                             |
| 2018 | „UA”                                                                 | –                            | –                            | - ZPAV: diamentowa płyta    | BOA                             |
| 2018 | „Knebel” (gościnnie: Jano PW)                                        | –                            | –                            |                             | BOA                             |
| 2018 | „RS7”                                                                | –                            | –                            | - ZPAV: 2× platynowa płyta  | BOA                             |
| 2018 | „Sorry Dolores” (gościnnie: Quebonafide)                             | 45                           | 4                            | - ZPAV: 4× platynowa płyta  | BOA                             |
| 2020 | „Co cię trapi” (oraz Borixon, dzikakorea, gościnnie: SecretRank)     | –                            | –                            | - ZPAV: złota płyta         | 420024                          |
| 2020 | „Milion w godzinę” (oraz Borixon, dzikakorea, gościnnie: SecretRank) | –                            | –                            | - ZPAV: złota płyta         | 420024                          |
| 2020 | „Avemariah” (oraz Borixon, dzikakorea, gościnnie: Kubi Producent)    | –                            | –                            | - ZPAV: złota płyta         | 420024                          |
| 2020 | „Bonsai” (oraz Borixon, dzikakorea, gościnnie: Deemz)                | –                            | –                            | - ZPAV: złota płyta         | 420024                          |
| 2020 | „Deadphone” (oraz Borixon, dzikakorea, gościnnie: Deemz)             | –                            | –                            | - ZPAV: złota płyta         | 420024                          |
| 2020 | „Billy Kid”                                                          | –                            | –                            | - ZPAV: 2× diamentowa płyta | W samo południe                 |
| 2020 | „Stary dobry ja” (gościnnie: Qry)                                    | –                            | –                            | - ZPAV: 2× platynowa płyta  | Singel niealbumowy              |
| 2021 | „Paw”                                                                | –                            | –                            | - ZPAV: 3× platynowa płyta  | W samo południe                 |
| 2021 | „Wasabi” (oraz Deemz, Żabson)                                        | –                            | –                            | - ZPAV: platynowa płyta     | Sauce                           |
| 2021 | „Bourbon”                                                            | –                            | –                            | - ZPAV: platynowa płyta     | W samo południe                 |
| 2021 | „Kingda Ka”                                                          | –                            | –                            | - ZPAV: złota płyta         | W samo południe                 |
| 2021 | „Jeździec”                                                           | –                            | –                            | - ZPAV: platynowa płyta     | W samo południe                 |
| 2021 | „Gitara”                                                             | –                            | –                            | - ZPAV: złota płyta         | W samo południe                 |
| 2021 | „Blask”                                                              | –                            | –                            | - ZPAV: diamentowa płyta    | W samo południe                 |
| 2022 | „BMW” (gościnnie: Avi)                                               | –                            | –                            | - ZPAV: diamentowa płyta    | W samo południe (edycja deluxe) |
| 2022 | „Bon appetit” (oraz ZetHa)                                           | –                            | –                            | - ZPAV: złota płyta         | Bon Appetit                     |
| 2022 | „Loca” (oraz ZetHa, gościnnie: Kronkel Dom)                          | –                            | –                            | - ZPAV: złota płyta         | Bon Appetit                     |
| 2022 | „Olimp”                                                              | –                            | –                            | - ZPAV: złota płyta         | Singel niealbumowy              |
| 2022 | „Klej”                                                               | –                            | –                            | - ZPAV: 4× platynowa płyta  | STYXXX                          |
| 2022 | „Pantha Rhei”                                                        | –                            | –                            | - ZPAV: złota płyta         | STYXXX                          |
| 2023 | „Balon”                                                              | –                            | X                            | - ZPAV: złota płyta         | STYXXX                          |
| 2023 | „Król jest nagi” (gościnnie: Słoń)                                   | –                            | X                            | - ZPAV: 3× platynowa płyta  | STYXXX                          |
| 2023 | „Felga” (gościnnie: Kizo)                                            | –                            | X                            | - ZPAV: platynowa płyta     | STYXXX                          |
| 2023 | „Nowy Szatan”                                                        | –                            | X                            | - ZPAV: złota płyta         | STYXXX                          |
| 2023 | „Wilk” (gościnnie: Kronkel Dom, Young Igi)                           | –                            | X                            | - ZPAV: platynowa płyta     | STYXXX                          |
| 2023 | „Bogowie nie krwawią” (gościnnie: Białas)                            | –                            | X                            | - ZPAV: złota płyta         | STYXXX                          |
| 2023 | „GTA”                                                                | –                            | X                            | - ZPAV: złota płyta         | STYXXX                          |
| 2023 | „Fluid”                                                              | –                            | X                            | - ZPAV: 3× platynowa płyta  | STYXXX                          |
| 2023 | „AEZAKMI”                                                            |                              | X                            | - ZPAV: złota płyta         |                                 |
| 2023 | „Rolly”                                                              | –                            | X                            | - ZPAV: złota płyta         | Singel niealbumowy              |
| „–” oznacza, że singel nie był notowany na danej liście. „X” oznacza, że lista nie istniała w danym okresie. |                                                                      |                              |                              |                             |                                 |